# Rosa gallica
Rosa gallica, de nombres coloquiales rosa de Castilla, rosal de Francia o rosal de Provins, es una especie de rosal originario de Europa central y meridional y de Asia occidental desde Turquía al Cáucaso. 

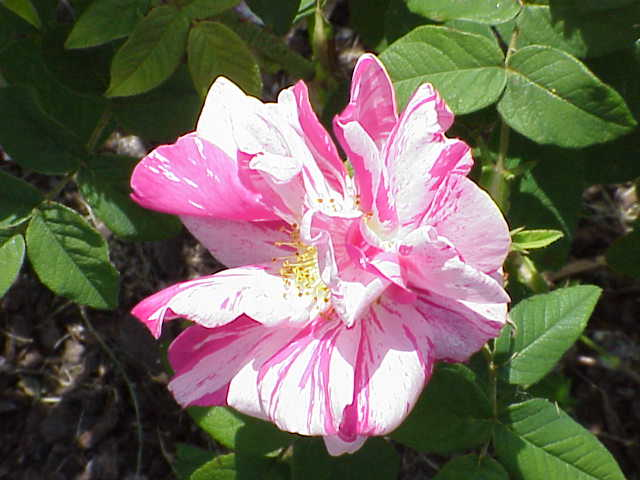
'Versicolor'

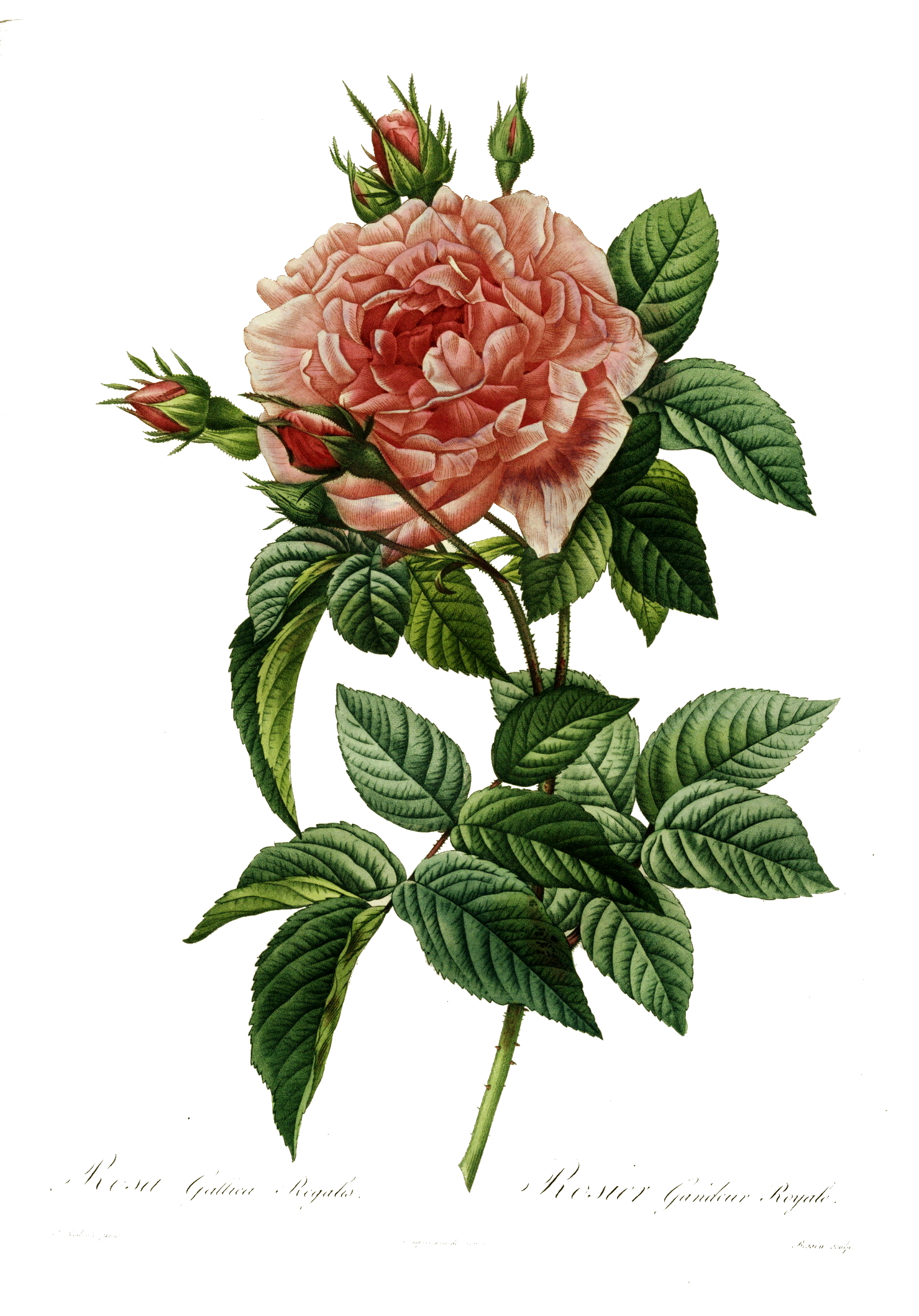
Ilustración

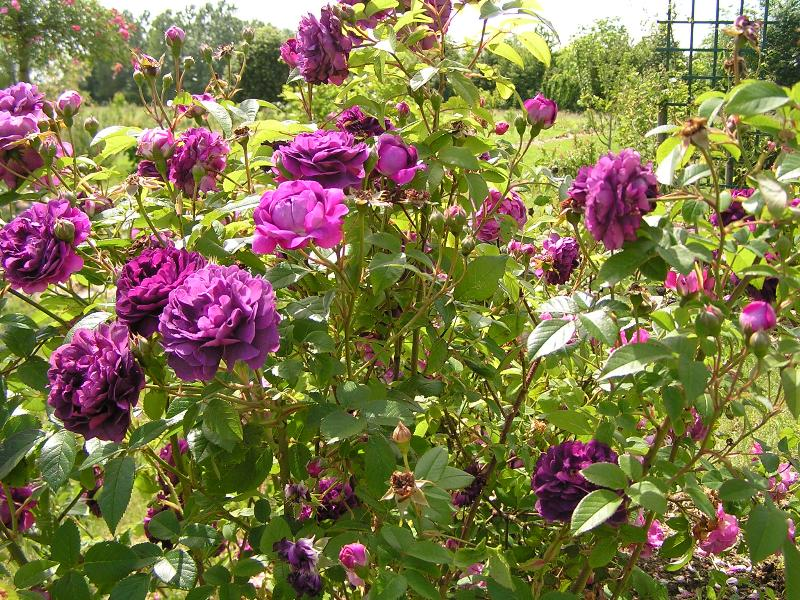
'Tuscany superb' (roseraie de la Devise 17)

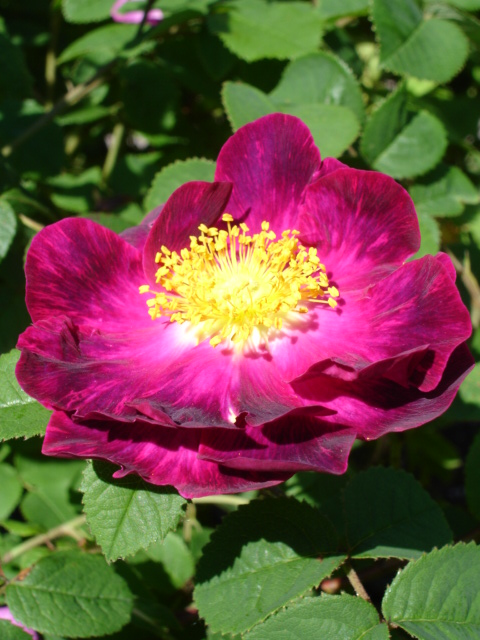
'Alain Blanchard' (Vibert 1839)

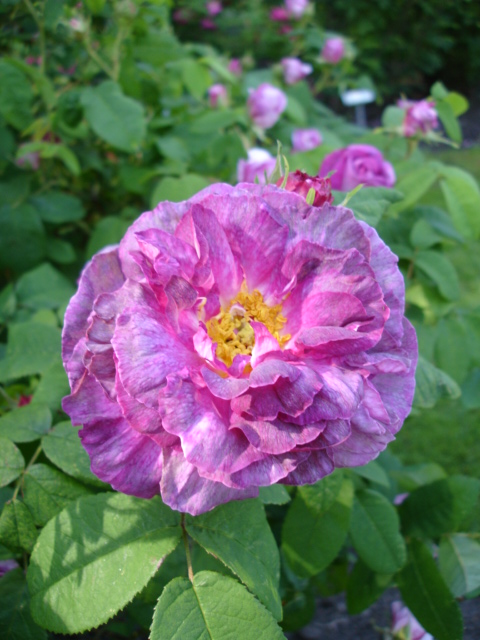
'Ornement de la Nature' (Toutain 1826)

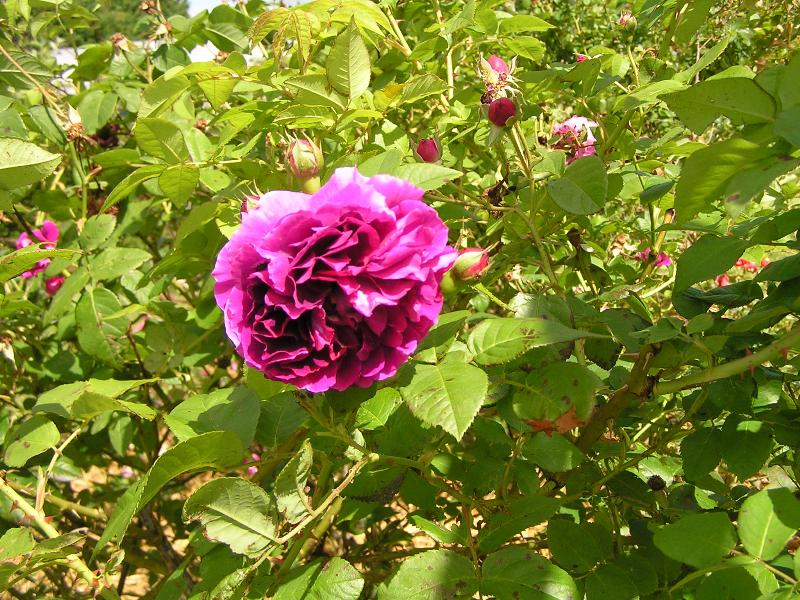
'Cardinal de Richelieu' (roseraie de la Devise 17)

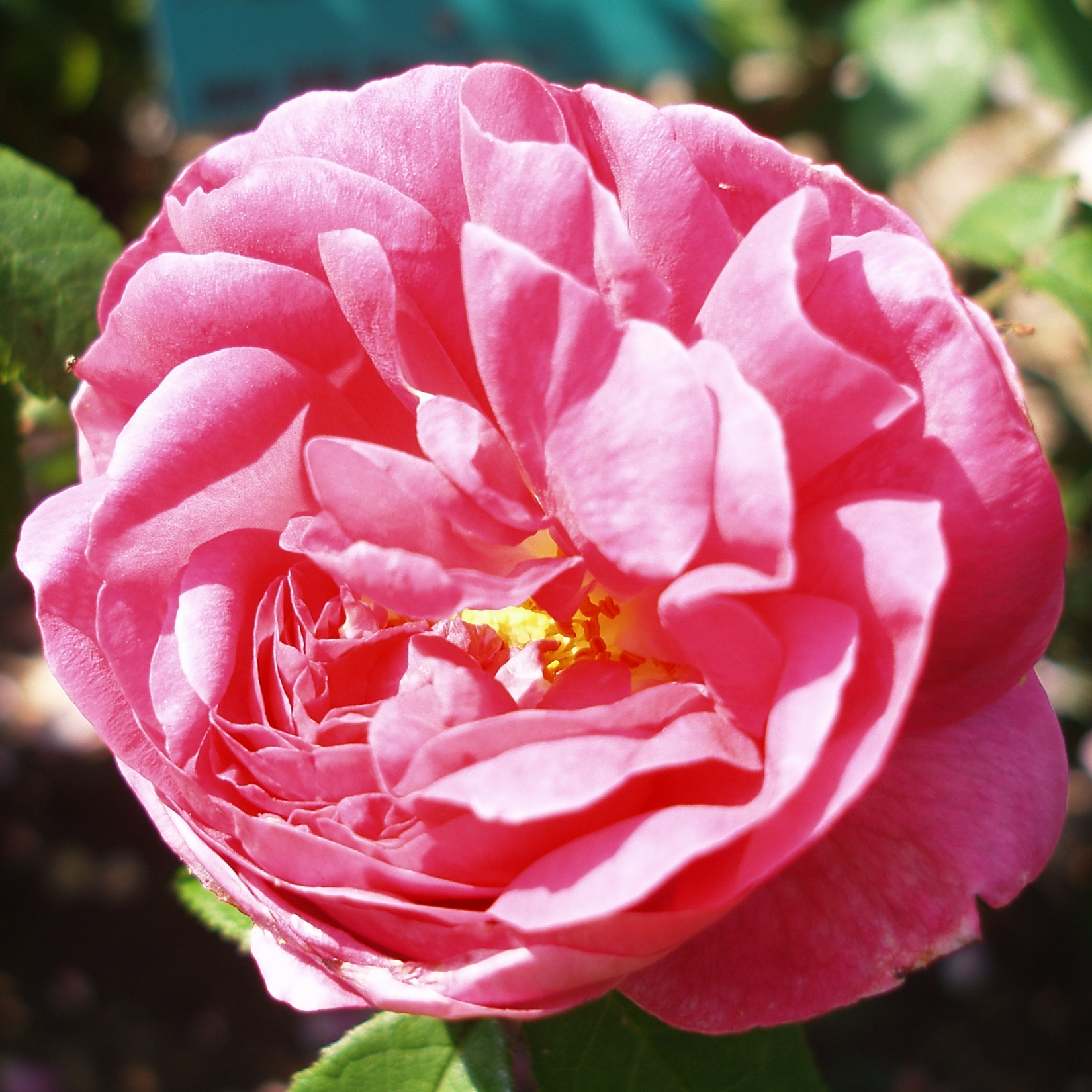
"Président de Sèze", jardin des plantes

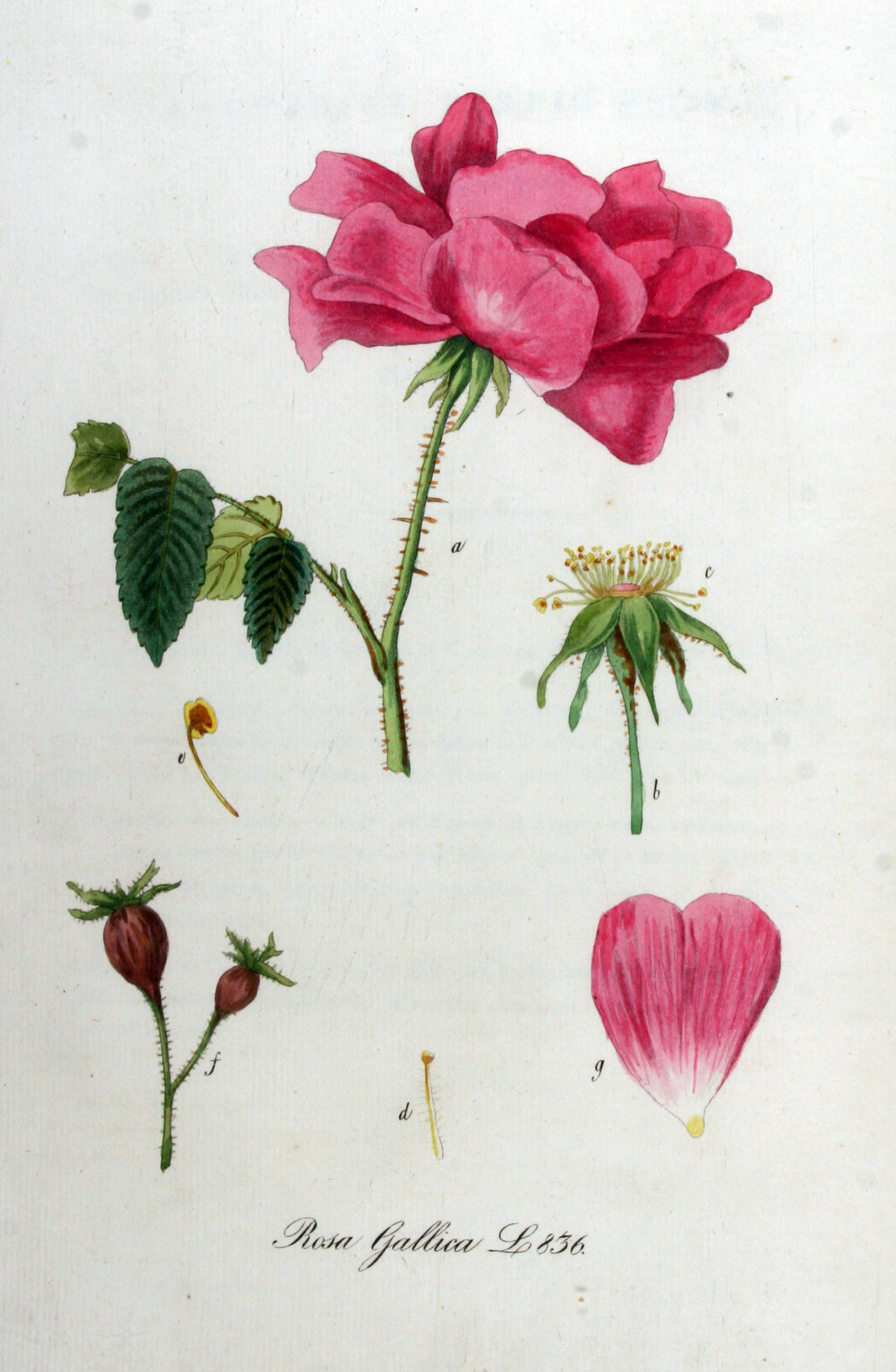
Ilustración de Flora Batava

## Descripción
Es un arbusto de hoja caduca que puede alcanzar hasta dos metros de altura. Los tallos están provistos de aguijones y de pelos glandularios. Las hojas imparipinnadas tienen de tres a siete folíolos verde azulados. Las flores están reunidas en corimbos, cuya corola cuenta con cinco pétalos olorosos de color rosa. Los frutos, de forma globulosa a ovoide, tienen de 10 a 13 mm de diámetro y cuando maduran, son de color naranja-marrón.

## Cultivo
Esta especie es fácil de cultivar en suelos muy drenados con exposición al sol o a media sombra; puede resistir fríos de hasta 25 °C bajo cero. Es una de las especies de rosales más antiguas que se cultivan; eran conocidos por los antiguos griegos y romanos y comunes en los jardines de la Edad Media. En el siglo XIX, era una de las especies más importantes de rosales cultivados, y la mayor parte de los cultivos modernos de rosas europeas tienen al menos una pequeña contribución de la R. gallica en sus genes.
Los cultivos de la especie R. gallica y los híbridos cercanos en apariencia constituyen un grupo de cultivos, el grupo de rosales Gallica. Los ancestros son en general desconocidos y la influencia de otras especies no puede ser descartada.
El grupo de rosales Gallica comparte los caracteres vegetativos de la especie, formando matorrales bajos. Las flores pueden ser simples, pero son más corrientes las dobles o semidobles. El color de las flores va desde el blanco (poco común) a rosa y a púrpura oscuro, Todos los rosales del grupo Gallica tienen una floración única. Son fáciles de cultivar.
El cultivo semidoble “Officinalis”, la rosa de Provins, es también la «rosa roja de Lancaster» que es el emblema floral de Lancashire.

## Mutaciones e híbridos
- R. gallica conditoum o rosa de Hungría, con flores escarlatas, semi-dobles, muy perfumadas, que ha sido cultivada para la producción de agua de rosas y de dulces.
- R. gallica officinalis o rosa de Provins o rosa de boticarios, con flores carmín semi-dobles.
- R. gallica pumilla o rosa de amor, enana, espontánea en España e Italia.
- R. gallica versicolor o rosa mundi una variedad rosa pálido salpicada de carmín.

En 1867, Joséphine de Beauharnais cultivó 167 ejemplares, muchos han desaparecido, algunos están presentes en las rosaledas conservadoras, muy pocos son aún cultivados y comercializados:
- ‘Cardenal de Richelieu’ de grandes flores dobles púrpura violáceo.
- ‘Bella de Crécy’ rosa cambiando a púrpura al marchitarse
- ‘Charles de Mills’ de flores muy grandes (12 cm) color carmín
- ‘Duque de Angulema’ con flores rosas globulosas
- ‘Gloria de Francia’ con flores muy forradas de color rosa, existentes desde antes de 1819
- ‘Tuscany superb’, una variación de ‘Tuscany’ con flores más gruesas y más forradas de color violeta, como la descrita en 1596 bajo el nombre de rosa Velvet.

Algunas que creíamos perdidas han sido redescubiertas en ancianos jardines, es el caso de ‘Sissighust Castle’ de color oscuro, casi marrón.
Los híbridos de Rosa gallica forman los grupos de Rosa × waitziana nothovar, macrantha y las Rosa × francofurtana.
En 2004. un cultivo del grupo Gallica nombrado ‘Rosa del Cardenal de Richelieu’ ha sido modificado por interferencia de ARN  para producir la primera rosa azul.

## Taxonomía
Rosa gallica fue descrita por Carlos Linneo y publicado en Species Plantarum 1: 492. 1753.
Etimología
Rosa: nombre genérico que proviene directamente y sin cambios del latín rosa que deriva a su vez del griego antiguo rhódon, con el significado que conocemos: «la rosa» o «la flor del rosal».
gallica: epíteto latíno que significa "de Francia".
Variedades
- Rosa gallica var. hybrida Ser.
- Rosa gallica var. officinalis (hort. ex Andrews) Ser.
- Rosa gallica var. pumila (Jacq.) Ser.
- Rosa gallica var. versicolor L.
- Rosa gallica f. versicolor (L.) Rehder

Sinonimia
- Rosa arvina Krock.
- Rosa assimilis D‚s‚gl.
- Rosa atropurpurea (Boullu) Boullu
- Rosa austriaca Crantz
- Rosa belgica Brot.
- Rosa centifolia var. subnigra hort. ex Andrews
- Rosa centifolia var. tricolor hort. ex Andrews
- Rosa cordata Cariot
- Rosa cordifolia Host
- Rosa crenulata Chrshan.
- Rosa czackiana Besser
- Rosa czakiana Besser
- Rosa flectidenta Gand.
- Rosa grandiflora Salisb.
- Rosa heteracantha Chrshan.
- Rosa heteroacantha Chrshan.
- Rosa hispida Münchh.
- Rosa holosericea Du Roi
- Rosa millesia L.
- Rosa minimalis Chrshan.
- Rosa mirogojana Vuk. & Heinr.Braun
- Rosa oligacantha Borb s
- Rosa olympica Donn
- Rosa pinnatifida hort. ex Andrews
- Rosa provincialis Herrm.
- Rosa pumila Jacq.
- Rosa pumila Scop.
- Rosa racemosa hort. ex Andrews
- Rosa repens Münchh.
- Rosa rhodanii Chabert
- Rosa rubiginosa var. imitans R. Keller
- Rosa rubra Lam.
- Rosa ruralis D‚s‚gl.
- Rosa × subinermis Chabert
- Rosa sylvatica Gaterau
- Rosa tauriae Chrshan.
- Rosa tenuis Becker
- Rosa umbrosa H.Waldner
- Rosa velutinaeflora D‚s‚gl. & Ozanon
- Rosa virescens D‚s‚gl.[4]

## Nombres comunes
- Castellano: rosa (2), rosa Dunquerque de cien hojas, rosa bermeja, rosa carmín, rosa castellana, rosa colorada, rosa común, rosa de Alejandría, rosa de Linte, rosa de Toledo, rosa de grana, rosa de las viñas, rosa de musgo, rosa doble, rosa encarnada, rosa holandesa, rosa roja, rosa rubia (2), rosa silvestre, rosa terciopelada, rosal castellano (6), rosal de Alejandría, rosal de Jericó (3), rosal de Provenza, rosal de cien hojas, rosal de rosas rubias, rosal encarnado, rosal fina, rosal romano, rosas rojas, rosas rubras. (el número entre paréntesis indica las especies que tienen el mismo nombre en España)[5]